# IC 1680
IC 1680 је лентикуларна галаксија у сазвјежђу Рибе која се налази на листи објеката дубоког неба у Индекс каталогу.
Деклинација објекта је + 33° 16' 55" а ректасцензија 1h 21m 51,4s. Привидна величина (магнитуда) објекта IC 1680 износи 14,4 а фотографска магнитуда 15,3. IC 1680 је још познат и под ознакама MCG 5-4-28, CGCG 502-49, PGC 4956.